# Grüne Straße Eifel-Ardennen

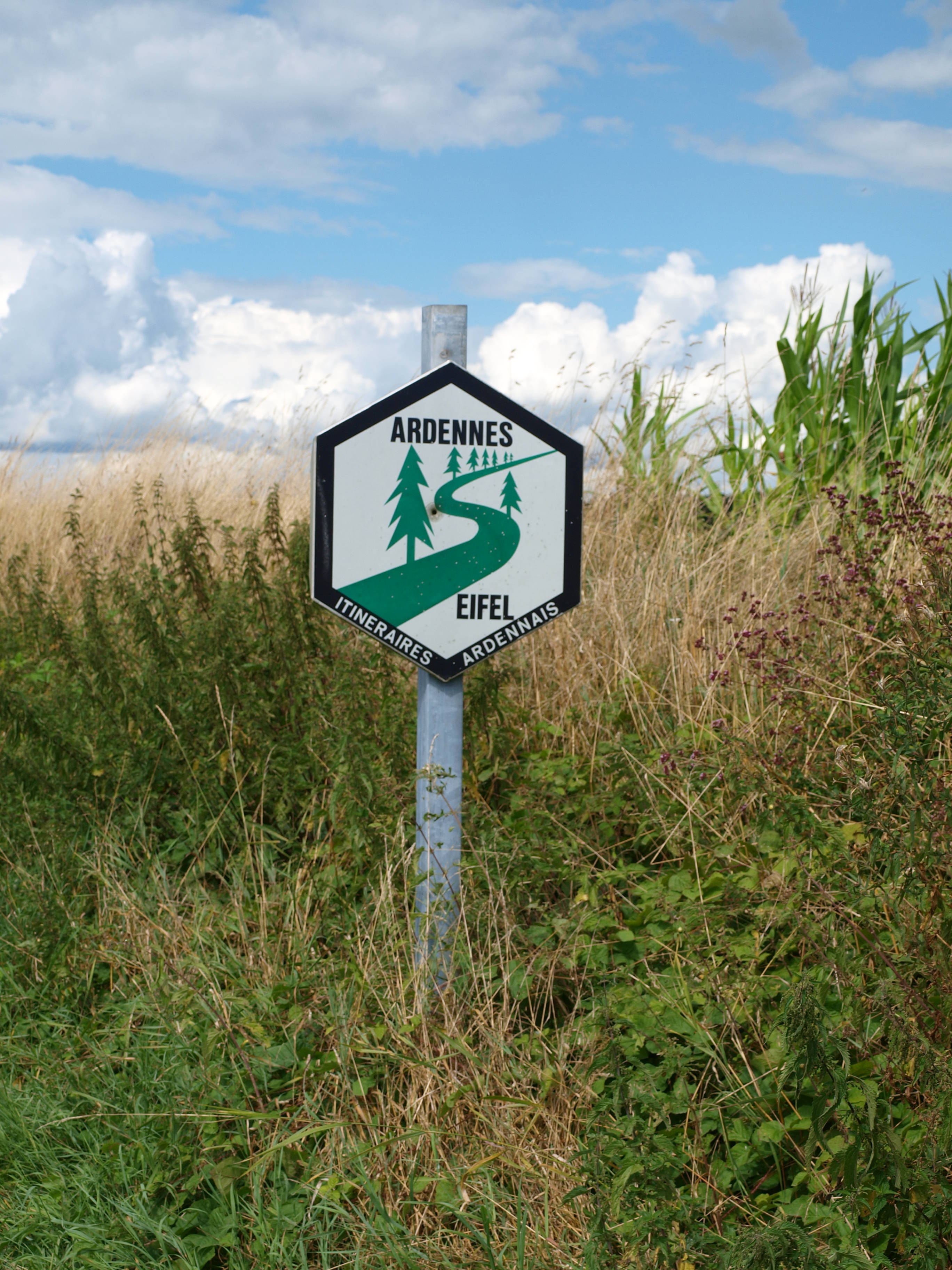

Die Grüne Straße Eifel-Ardennen ist eine rund 500 Kilometer lange, grenzüberschreitende Ferienstraße, die die Ardennen mit der Eifel verbindet. Sie führt von Frankreich über Belgien und Luxemburg nach Deutschland auf überwiegend ruhigen Nebenstraßen.

## Verlauf
- Frankreich (ca. 90 km)

Rethel – Attigny – Le Chesne – Sedan – Bazeilles
- Belgien (ca. 115 km)

Bouillon – Cugnon – Mortehan – Auby-sur-Semois – Herbeumont – Florenville – Villers-devant-Orval – Habay-la-Neuve – Martelange
- Luxemburg (ca. 95 km)

Esch an der Sauer – Wiltz – Clerf – Hosingen – Diekirch – Vianden
- Deutschland (ca. 200 km)

Roth an der Our – Sinspelt – Bitburg – Malberg – Kyllburg – Oberkail – Kloster Himmerod – Manderscheid – Weinfelder Maar – Schalkenmehrener Maar – Daun – Kelberg – Müllenbach – Kempenich – Bad Neuenahr-Ahrweiler – Bad Bodendorf – Sinzig